# Diego Orejuela
Diego Orejuela Rodríguez (La Luisiana, 1962. január 20. – Barcelona, 2024. június 20.) spanyol labdarúgó, középpályás.

## Pályafutása

### Klubcsapatban
Az Espanyol saját nevelésű játékosa volt. 1979 és 1991 között volt a klub első csapatának a játékosa, de 1979 és 1982 között kölcsönben szerepelt másod- illetve harmadosztályú csapatokban (Figueres, Sabadell, Lleida). Tagja volt az 1987–88-as idényben UEFA-kupa-döntős együttesnek. 1991 és 1993 között a másodosztályú Palamós csapatában fejezte be az aktív játékot.

### A válogatottban
1978-ban háromszor szerepelt a spanyol U18-as, 1984-ben egyszer játszott a spanyol U21-es válogatottban. Az U21-es csapattal 1984-ben tagja volt az Európa-bajnoki döntős együttesnek.

## Sikerei, díjai
Spanyolország U21
- U21-es Európa-bajnokság
  - döntős: 1984

 Espanyol
- UEFA-kupa
  - döntős: 1987–88